# Necturus beyeri
Necturus beyeri är ett stjärtgroddjur i familjen olmar (Proteidae) som finns i södra USA, nära besläktat med Amerikansk olm.

## Utseende
Arten är likt alla arter i släktet Necturus pigmenterad, och har en ovansida som är mörkbrun med beige markeringar och mörkare fläckar. Undersidan är ljus med mörka fläckar. Som alla arter i familjen är den neoten (behåller larvkaraktärerna i vuxen ålder), med buskiga, yttre gälar. Den har välutvecklade ben med fyra tår på varje fot, och en sidleds ihoptryckt svans. Längden för en vuxen individ är mellan 15,5 och 22,5 cm.

## Utbredning
Arten finns längs USA:s sydkust från Texas till Mobile Bay i Alabama.

## Beteende
Salamandern är som alla olmar helt akvatisk, och lever i vattendrag med sandig botten, gärna täckt av lövförna, där djuren kan gräva ner sig under den varma årstiden. Djuret gömmer sig gärna under stenar och andra föremål på bottnen. Födan utgörs av bland annat olika kräftdjur, bland annat kräftor, musslor, insekter som sländlarver, dykarskalbaggar och myggor.

### Fortplantning
Inte mycket är känt om fortplantningen, men den leker troligen under tidig vår (enligt andra källor under april till juni). Som hos alla arter i familjen är lek och larvutveckling akvatisk. Äggantalet varierar från 4 till 40, som honan fäster på undersidan av olika föremål på grunt vatten. I fångenskap kläcks äggen efter cirka 2 månader. Könsmognad inträder troligtvis vid 4 till 6 års ålder, medan livslängden uppskattas till åtminstone 6 eller 7 år.